# 斯帕多拉
斯帕多拉（義大利語：Spadola），是意大利维博瓦伦蒂亚省的一个市镇。总面积9平方公里，人口861人，人口密度95.7人/平方公里（2009年）。